# 弘前れんが倉庫美術館
弘前れんが倉庫美術館（ひろさきれんがそうこびじゅつかん）は、青森県弘前市にある公立の美術館。
青森県内の美術館5館で構成する「AOMORI GOKAN」の一つである。
「吉野町煉瓦倉庫」(2015年7月より弘前市が所有)を芸術文化施設として改修・整備。建築設計はエストニア国立博物館などを手掛けた田根剛が担当。

## 概要[2]
2015年7月より弘前市が所有する旧「吉野町煉瓦倉庫」を改修・整備した芸術文化施設。明治・大正期に建設され、近代産業遺産として弘前の風景を形成してきた吉野町煉瓦倉庫を、PFI方式により、美術館として再生した。
築100年を超える煉瓦建造物の耐震性能を向上させつつ、既存部分を最大限に保存することで「記憶の継承」と「風景の再生」をコンセプトとした建築空間を実現している。この空間では、国内外の先進的なアート作品を紹介するとともに、弘前および東北地域の歴史や文化に根ざした同時代の作品を収集・展示している。
また、館内にはスタジオやライブラリーも併設されており、市民が集い、創造活動を行うコミュニティの場としても機能している。現代アートを通じて地域と世界を結び、多様なヴィジョンと豊かな感性に触れる機会を提供し、過去から現在、そして未来へと繋がる新たな創造性を喚起する文化創造の拠点を目指している。

## 施設情報

### 開館
- 開館時間　9:00 - 17:00
- 休館日 毎週火曜日（祝日の場合は翌日振替）、年末年始

### アクセス
- JR弘前駅 中央口バスのりばより
  - 弘南バス 100円バス（土手町循環）「中土手町」バス停下車、徒歩5分
  - 弘南バス 小栗山･狼森線「住吉入口」バス停下車、徒歩2分
  - 徒歩20分、タクシー7分
- 思いやり駐車場2台あり（一般車両は周辺有料駐車場へ）
- 提携駐車場あり

## 主な展示作品
- 奈良美智「A to Z Memorial Dog」
- ジャン＝ミシェル・オトニエル「エデンの結び目」

## 館長等
- 三上雅通（初代館長）2020-2024[3]
  - 「中世の里なみおか映画祭」ディレクター（1992 - 2005 ）
  - 青森県立美術館建設検討委員会委員（1997 - 1998）
  - 特定非営利活動法人 harappa 理事長（2003 - )
  - 「あおもり芸術研究会議」委員（議長） （2004)
  - 青森県立美術館開館記念展「シャガール展」実行委員会委員 （2005-06)
  - 弘前市吉野町煉瓦倉庫・緑地整備検討委員会委員（2015)
- 特別館長補佐　南條史生 2020-2024
- 木村絵理子（2代館長）2024-[4]
  - 2000年より横浜美術館に勤務、2012年より主任学芸員
  - 2005年より横浜トリエンナーレに携わり、2020年の第7回展では企画統括
  - 2023年6月より弘前れんが倉庫美術館 副館長兼学芸統括